# Davit Targamadze
Davit Targamadze (in georgiano დავით თარგამაძე?; in russo Давид Таргамадзе?, David Targamadze; Tbilisi, 22 agosto 1989) è un ex calciatore georgiano, di ruolo centrocampista.

## Carriera

### Nazionale
Ha giocato nelle nazionali giovanili georgiane Under-17, Under-19 ed Under-21.
Tra il 2011 ed il 2014 ha totalizzato complessivamente 20 presenze e 2 reti con la nazionale maggiore.

## Palmarès

### Club

#### Competizioni nazionali
- 2. Fußball-Bundesliga: 1

Friburgo: 2008-2009
- Perša Liha: 1

Oleksandria: 2010-2011
- Campionato georgiano: 1

Saburtalo Tbilisi: 2018